# مونتيبيلو دي برتونا
مونتيبيلو دي برتونا (بالإيطالية: Montebello di Bertona)‏ هي بلدية في مقاطعة بسكارا في إقليم أبروتسو الإيطالي.

## السكان
في سنة 1861 بلغ عدد السكان 1٬601 نسمة، وتطور العدد ليصل في سنة 2018 لـ 941 نسمة.
يظهر هذا المخطط البياني تطور النمو السكاني لـ مونتيبيلو دي برتونا